# Ella Cara Deloria

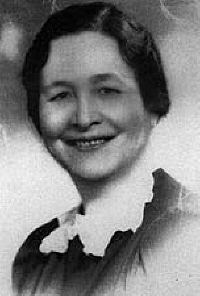
Ella Cara Deloria (lata 20. XX wieku)

Ella Cara Deloria (ur. 31 stycznia 1889, zm. 17 lutego 1971), znana też pod imieniem Anpetu Waste Win (w języku Siuksów "Kobieta Piękny Dzień") – rdzenna Amerykanka z plemienia północnoamerykańskich Siuksów Yankton, absolwentka pedagogiki, nauczycielka, a następnie znana badaczka i wykładowczyni antropologii, etnologii i językoznawstwa na Columbia University, autorka pionierskich prac o języku, kulturze i historii Siuksów.

## Życiorys
Urodzona w Wakpala, w Dakocie Południowej, w rezerwacie Siuksów Yankton, była najstarszą z trzech córek Philipa Josepha Delorii, jednego z pierwszych anglikańskich duchownych Siuksów i Mary Sully, półkrwi Indianki z plemienia Siuksów Yankton. Rok po narodzinach przeniosła się wraz z rodzicami do Misji Św. Elżbiety w rezerwacie Standing Rock, w Dakocie Południowej, gdzie wychowywała się w rodzinie łączącej tradycje plemienne i protestanckie, w otoczeniu kultury Siuksów mówiących trzema dialektami (Dakota, Lakota i Nakota). Uczyła się najpierw w miejscowej szkole misyjnej, a następnie (od 1902) w Szkole Wszystkich Świętych w Sioux Falls, w Dakocie Południowej. Tam za dobre wyniki w nauce otrzymała stypendium na dalszą naukę w college'u.
Studiowała najpierw 2 lata w Oberlin College, a następnie na Columbia University w Nowym Jorku, gdzie już w trakcie studiów prowadziła publiczne prelekcje o tematyce indiańskiej oraz demonstrowała tubylcze tańce i rzemiosło. Dla prof. antropologii Franza Boasa tłumaczyła też rękopisy George'a Bushottera - Lakoty, który w latach 1887–1888 współpracował z antropologiem Jamesem Dorseyem i pozostawił w Smithsonian Institution ponad tysiąc stron notatek w swoim języku.
Uniwersytet ukończyła w 1914 jako dyplomowana pedagog. Pracowała początkowo jako nauczycielka i instruktorka wychowania fizycznego młodych Indianek w YWCA - żeńskim odpowiedniku YMCA (Chrześcijańskiego Stowarzyszenia Młodzieży Męskiej) w Misji Św. Elżbiety w Standing Rock, a dwa lata później wróciła wraz z siostrą Susan (która także ukończyła wówczas studia) do chorej matki w Wakpala. Mimo nowojorskiego wykształcenia, po śmierci matki (w 1915) pozostała w rezerwacie, wypełniając tradycyjne rodzinne obowiązki kobiety Siuksów.
W 1923, mając 35 lat, powróciła do kariery zawodowej i została nauczycielką wychowania fizycznego i instruktorką tańca w Haskell Institute w Lawrence, w stanie Kansas. Uznając to zajęcie za mało satysfakcjonujące, w 1927 przyjęła propozycję Franza Boasa, by kontynuować pracę nad tłumaczeniem materiałów George'a Bushottera, George'a Sworda i Jacka Fraziera o kulturze i religii Siuksów i powróciła do Nowego Jorku.
Przez kolejne kilkanaście lat kontynuowała współpracę z Franzem Boasem, zbierając w terenie informacje językowe i materiały etnograficzne, a następnie opracowując je razem z jego zespołem w Nowym Jorku. To w tym okresie poznała inną ze studentek Franza Boasa Ruth Benedict, która namówiła ją do zajęcia się w szczególności problematyką pokrewieństwa, struktury plemiennej i roli kobiet w tradycyjnych społecznościach plemiennych (jej korespondencja z Ruth Benedict trwała aż do śmierci Delorii i w znacznej części została opublikowana dopiero w 1988). Uczyła też języka Siuksów studentów antropologii na Columbia University. W 1932 opublikowała swoje najważniejsze dzieło Dakota Texts (1932) - zbiór 64 ustnych relacji w języku Siuksów oraz w dosłownym i literackim przekładzie angielskim.
Chociaż była jedną z pierwszych dwujęzycznych i dwukulturowych antropolożek amerykańskich i prowadziła pionierskie badania etnologiczne i lingwistyczne, to - jako kobieta i Indianka - zmuszona była dodatkowo przełamywać uprzedzenia i stereotypy obecne także w konserwatywnym pod wieloma względami środowisku naukowym. Zdarzało się, że jej unikalna pozycja - nie była wówczas studentką, doktorantką, ani utytułowanym naukowcem - rodziła dodatkowe problemy w kontaktach z innymi badaczami. Bywało, że jej skromna pensja asystencka nie wystarczała na opłacenie mieszkania i opieki nad chorym pod koniec życia ojcem (zmarłym w 1931) i razem z siostrą mieszkała w samochodzie. Gdy (jak w 1938) okresowo wstrzymywano finansowanie prowadzonych przez nią badań naukowych, dorabiała współpracą z prywatną grupą zainteresowaną Nawahami, z Kościołem Episkopalnym i Farm Security Administration (1940).
W 1941 opublikowała (wspólnie z Franzem Boasem) klasyczną dziś pracę Dakota Grammar, a po jego śmierci (1942) podjęła samodzielne badania, na które otrzymała m.in. (w 1943 i 1944) granty naukowe Amerykańskiego Towarzystwa Filozoficznego. Dzięki nim mogła przeprowadzać wywiady ze starszyzną Siuksów i znawcami plemiennej historii (skatalogowane dopiero niedawno) oraz ukończyć etnograficzne studium Dakotów Camp Circle Society. W 1944 opublikowała popularną później pracę Speaking of Indians, będącą opisem życia tubylczych Amerykanów przed przybyciem Europejczyków. W latach 40. XX w. napisała też etnograficzną powieść z życia dawnych kobiet Siuksów Waterlily, opublikowaną (z braku zainteresowanego wydawcy) ze skrótami dopiero w 1988, 17 lat po jej śmierci. Wykorzystała w niej wiele tradycyjnych opowieści Siuksów i sporą część własnej wiedzy etnologicznej, w tym tej, do której, nie będąc naukowcem, nie miałaby dostępu jako niezamężna kobieta z plemienia Siuksów.
To, kim była - podobnie jak pionierskie zainteresowania naukowe oraz brak formalnego wykształcenia etnologicznego - utrudniało jej czasem nie tylko prowadzenie badań, ale także ich upublicznianie i powszechne uznanie. Za jej życia znaczna część kultury i obrzędowości Siuksów była wciąż uznawana za "pogańską" i potępiana lub nawet zakazana, dlatego opisów niektórych ceremonii nie komentowała, lub pozostawiała je w materiałach niepublikowanych. Przez całe życie zmagała się też z wieloma nieprawdziwymi i nieprecyzyjnymi informacjami na temat mało znanej - a jej podwójnie bliskiej - kultury Siuksów.
W 1955 mocne więzi rodzinne skłoniły ją do powrotu do pracy w misji ojca w Wakpala, gdzie przez trzy lata była dyrektorką swojej dawnej szkoły. Jednak już w 1958 wznowiła pracę nad Camp Circle Society, a także wykłady i współpracę z muzeami. W 1961 została zastępcą dyrektora W.H. Over Museum przy University of South Dakota w Vermillion, gdzie zaczęła opracowywać leksykon języków siouańskich. Rok później, już jako pracownik uniwersyteckiego Instytutu Studiów Indiańskich (do 1966), otrzymała duże stypendium National Science Foundation na przygotowanie słownika Siuksów. W 1963 sukces ten przyćmiła śmierć jej siostry i wieloletniej współpracowniczki, Susan.
Prace nad słownikiem kontynuowała (już bez wsparcia finansowego) do 1968, dwukrotnie w tym samym okresie prowadząc dwumiesięczne kursy języka i kultury Siuksów w misyjnej szkole dla dziewcząt w Springfield, w Dakocie Południowej. Pod koniec lat 60. prowadziła też kursy dla nauczycieli w stanie Nebraska i przez pół roku przygotowywała na zlecenie plemienia Siuksów Yankton raport związany z jego roszczeniami wobec rządu. Niemal do ostatnich dni życia poprawiała (wysoko ceniony później) słownik dakockiego, pisała artykuły i wykładała. Zmarła na gruźlicę w Vermillion, w Dakocie Południowej.
Za swoją życiową misję uznawała "uczynić lud Dakotów rozumianym, jako istoty ludzkie, przez białych ludzi, którzy mają z nimi do czynienia". Nagrodzona w 1943 Medalem za Osiągnięcia Indian (Indian Achievement Medal), Ella Cara Deloria swoją pracą naukową nad językiem Siuksów przyczyniła się znacznie do jego pełnego opisania i przetrwania jako jednego z nielicznych dziś żywych i niezagrożonych bezpośrednio wymarciem języków tubylczych ludów Ameryki Północnej. Chociaż nie była dyplomowanym etnologiem (ukończyła studia pedagogiczne), do dziś uważana jest za jeden z najwybitniejszych autorytetów w tej dziedzinie.
Była siostrą Vine'a Victora Delorii, Sr., anglikańskiego duchownego z plemienia Siuksów i ciotką jego syna, Vine’a Delorii Jr., znanego profesora teologii i prawa, indiańskiego działacza, historyka i pisarza.

### Opublikowane za życia
- The Sun Dance of the Oglala Sioux, w: "Journal of American Folklore" nr 42 (166), ss. 354-413. 1929
- Dakota Texts, New York: G.E. Stechert and Co. 1932
- Dakota Grammar. Memoirs of the National Academy of Sciences 23, Second Memoir, Washington, D.C. : Government Printing Office. 1941 (razem z Franzem Boasem)
- Speaking of Indians, New York: Friendship Press. 1944
- Short Dakota Texts, Including Conversations, w: "International Journal of American Linguistics" nr 20 (1), ss. 17-22. 1954
- Some Notes on the Yankton, w: "Museum News" nr 28, ss. 3-4,5-6. 1967

### Opublikowane pośmiertnie
- Buffalo People, Albuquerque: University of New Mexico Press, 1994. red. Julian Rice
- Deer Women and Elk Men: the Lakota Narratives of Ella Deloria, Albuquerque: University of New Mexico Press, 1992, Contributor: Julian Rice
- Iron Hawk, Albuquerque: University of New Mexico Press, 1993. red. Julian Rice
- Waterlily, Lincoln: University of Nebraska Press, 1988

## Biografie
- Bea Medicine, Ella Cara Deloria, w: Women Anthropologists: A Biographical Dictionary, red. Ute Gacs, Aisha Khan, Jerrie McIntyre, and Ruth Weinberg, ss. 45-50. New York: Greenwood Press, 1988
- Native American Women, red. Gretchen M. Bataille. New York: Garland Publishing, 1993
- Agnes Agnes, Biographical Sketch of the Author, w: Waterlily. Lincoln: University of Nebraska Press, 1988
- Julian Rice, Deer Women and Elk Men: The Lakota Narratives of Ella Deloria, Albuquerque: University of New Mexico Press, 1992